# マリオ・ヌッツィ
マリオ・ヌッツィ、通称マリオ・デ・フィオーリ（Mario Nuzzi、通称: Mario de' Fiori、1603年1月19日 - 1673年11月14日）はイタリアの画家である。花を描くのを得意とし、「マリオ・デ・フィオーリ(花のマリオ)」と呼ばれた。

## 略歴
ローマで生まれた。父親はイタリア中部、ペンナ・イン・テヴェリーナの地主で、母親は静物画や風俗画を得意とした画家、トンマーゾ・サリーニ(Tommaso Salini: 1575–1625)の妹だった。1618年に家族と父親のペンナ・イン・テヴェリーナの邸に移り、自然の中で育ち、園芸を楽しみ、花の絵を描いて楽しんだ。17歳になった時、ローマの叔父の工房の弟子になった。当時のローマは、カラヴァッジオの絵画のスタイルが高い人気を保っていて、叔父もカラヴァッジオの影響を受け、またカラヴァッジオと軋轢のあった画家であった。
1625年に叔父が死去した後、叔父の工房と顧客を引き継ぎ、1628年にイギリス出身の女性と結婚した。美術収集家のカッシアーノ・ダル・ポッツォやバルベリーニ家などの有力な顧客からの支援を受けるようになった。この頃フランドルの画家、特にダニエル・セーヘルスの静物画の影響を見せるようになった。
1657年にアカデミア・ディ・サン・ルカのメンバーになった。1658年からはキージ枢機卿の宮殿の装飾画を描いた。ラウリ(Filippo Lauri)、マラッティ(Carlo Maratti)、 ブランディ(Giacinto Brandi)、メイ(Bernardino Mei)といった画家が人物を描き、ヌッツィは花を描いた。
弟子にはラウラ・ベルナスコーニ(Laura Bernasconi)、ドメニコ・ベッティーニ(Domenico Bettini)、バルトロメオ・ビンビ(Bartolomeo Bimbi)らがいる。

## 作品

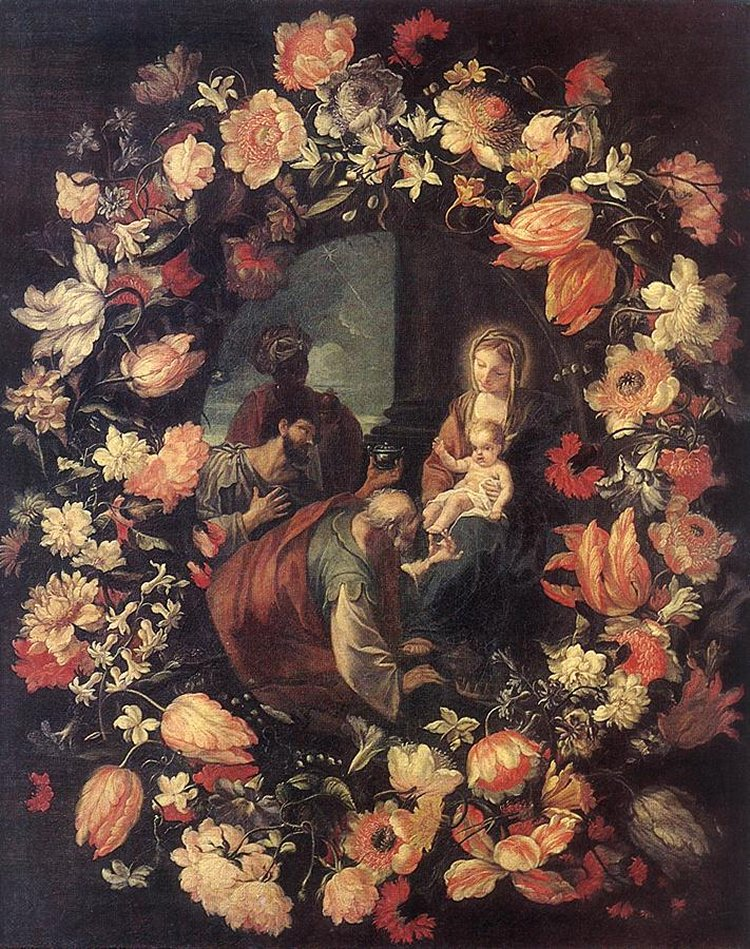
花環の中に描かれた東方の三博士(1654)
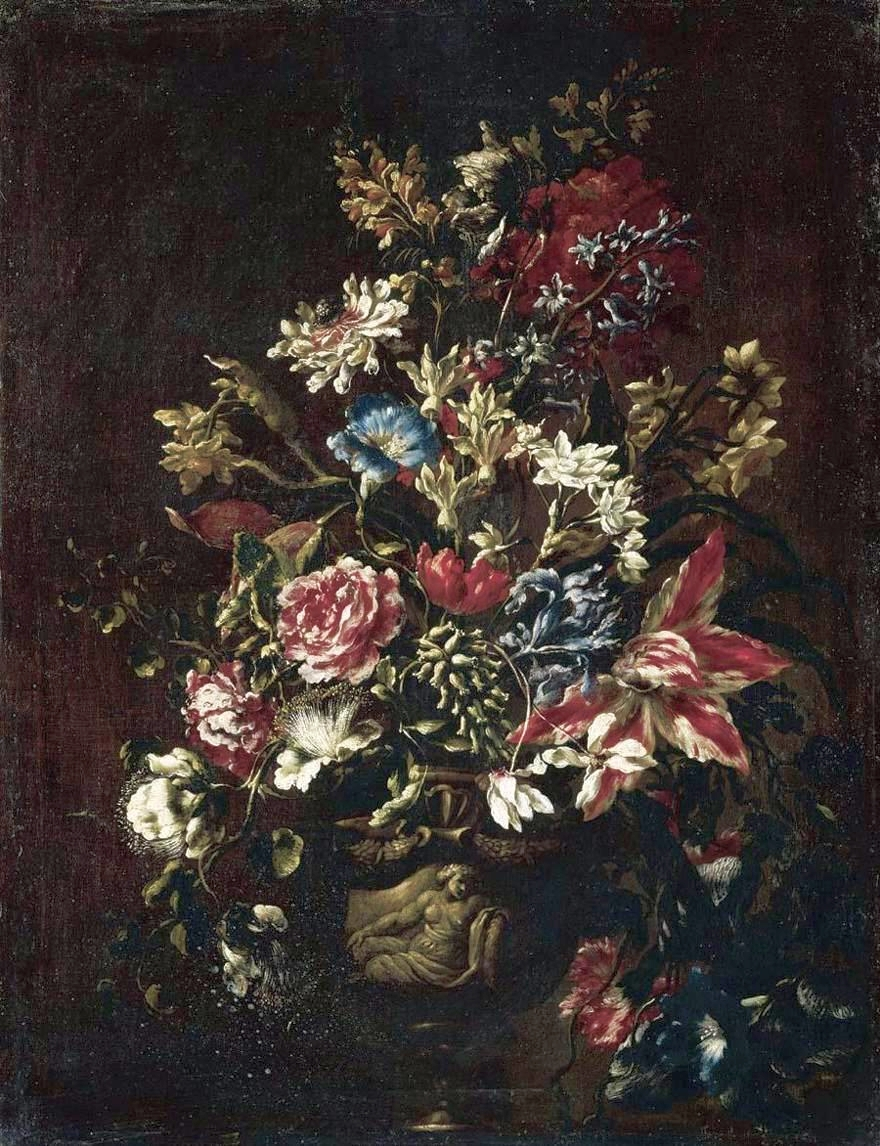
花の静物画
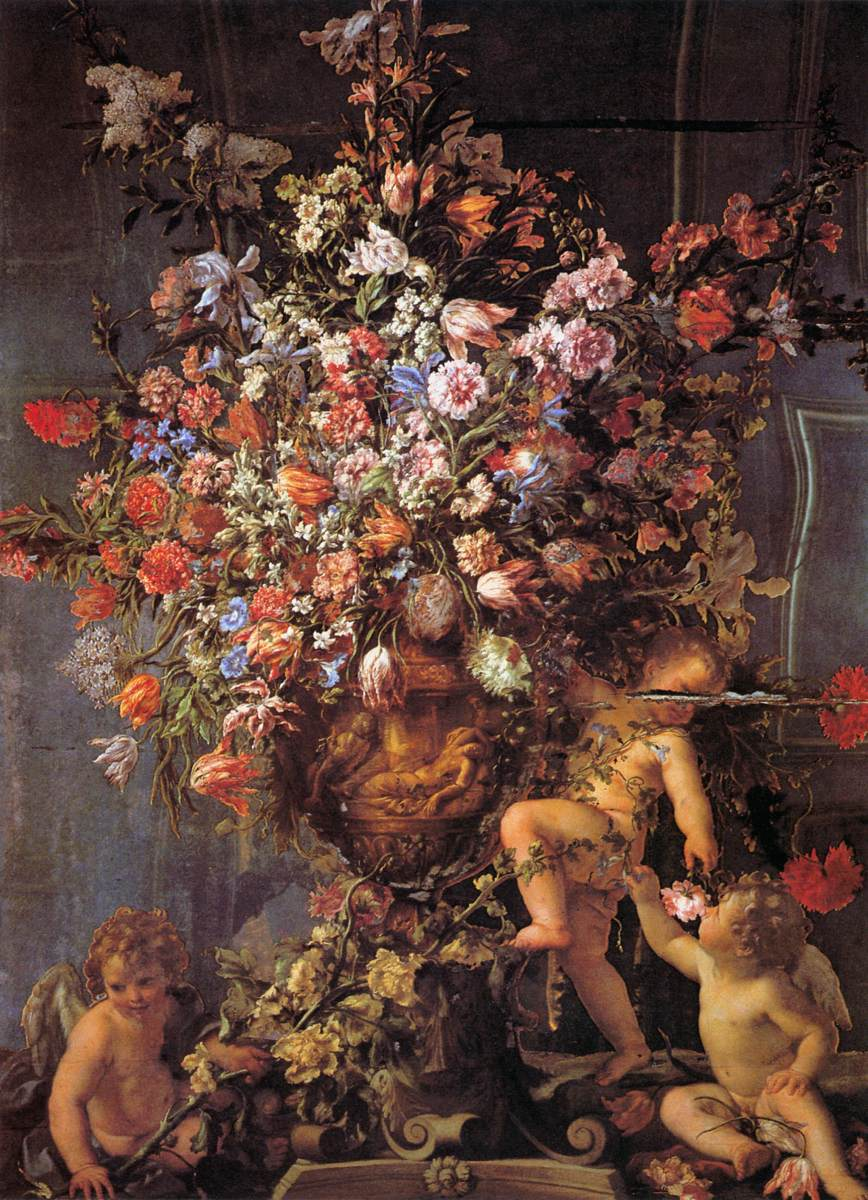
3人の天使で飾られた鏡 (1660)
花と花瓶 (1660)

## 関連文献
- Laura Laureati, Mario Nuzzi detto Mario de' Fiori, in La Natura morta in Italia, 2 volumi, Milano 1989 (II vol).
- Emilio Lucci, Mario Nuzzi detto Mario de' Fiori. Un pittore di origini umbre a Roma, in Studi di storia dell'arte, 2004, n. 15, pp. 275–288.
- Gianluca Bocchi - Ulisse Bocchi, Mario Nuzzi detto Mario de' Fiori in Pittori di natura morta a Roma. Artisti italiani 1630-1750, Viadana 2004, pp. 76–82.